# 佩斯尼察河
46°24′N 16°05′E / 46.400°N 16.083°E

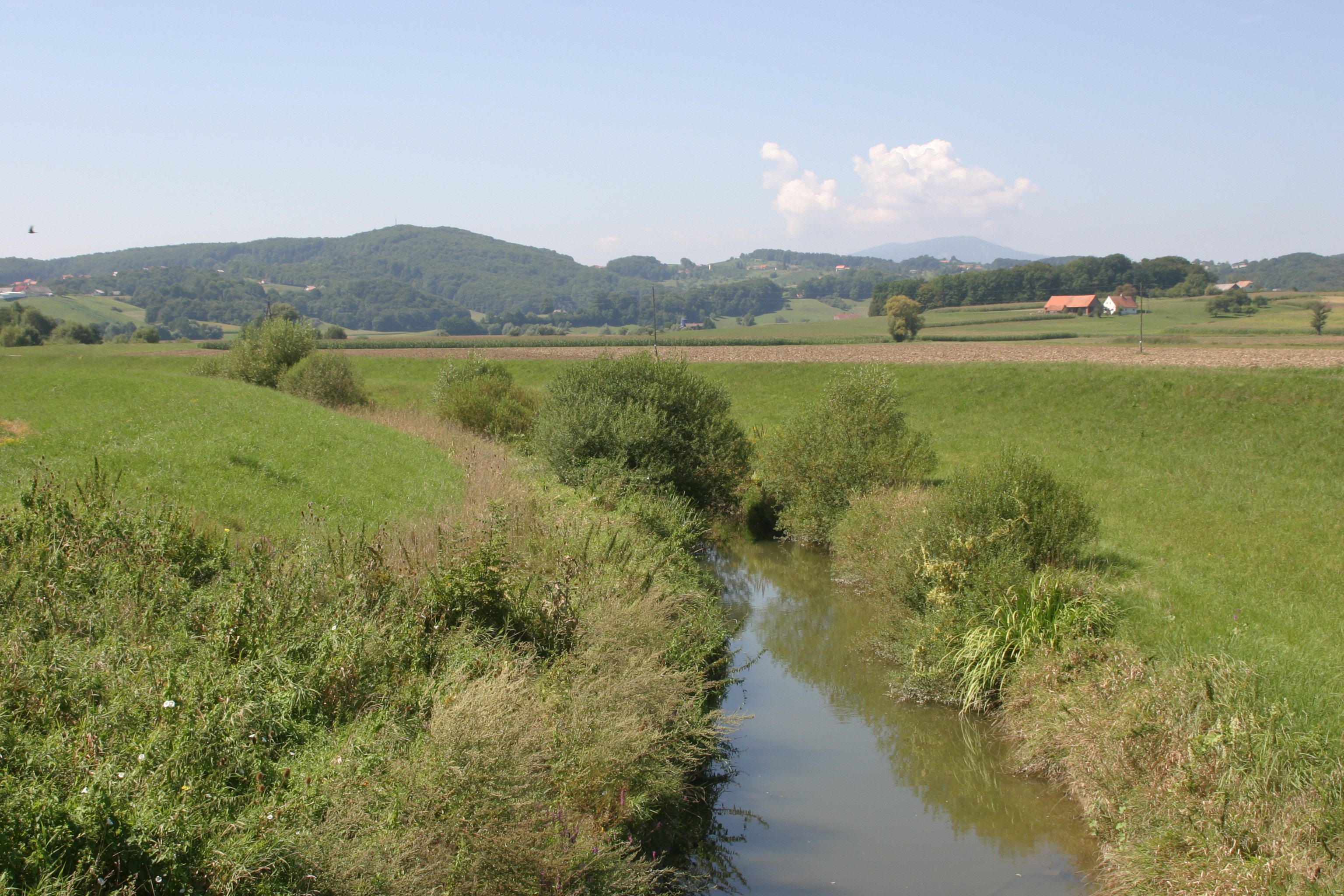

佩斯尼察河，是斯洛文尼亞的河流，位於該國東北部，處於下施蒂利亞地區，屬於德拉瓦河的左支流，河道全長69公里，河口處在奧爾莫日附近。